# Соціалізм: економічний та соціологічний аналіз (книга)
«Соціалізм: економічний та соціологічний аналіз» — книга економіста Австрійської школи, представника класичного лібералізму Людвіга фон Мізеса, вперше опублікована німецькою мовою видавництво Gustav Fischer Verlag у Єні у 1922 році під назвою «Суспільне господарство: Дослідження соціалізму» (нім. «Die Gemeinwirtschaft: Untersuchungen über den Sozialismus»).

## Переклади
Вперше книга була перекладена англійською мовою з другого переробленого німецького видання Jena: Gustav Fischer Verlag, 1932) Дж. Кахейна та вийшла у світ у видавництів Jonathan Cape у Лондоні у 1936 році. У 1951 р. переклад був перероблений за сприяння автора та опублікований Yale University Press у Нью-Хейвені з додаванням епілогу Мізеса, опублікованого спочатку у 1947 р. Як "Запланований хаос" (Planned Chaos) Фондом економічної освіти ( Ірвінгтон, Нью-Йорк ).
Українською мовою книгу видано 2024 р. видавництвом Well Books, переклад та редагування виконав Сергій Рачинський.

## Історія публікацій

### Німецькою
- Die Gemeinwirtschaft: Untersuchungen über den Sozialismus, Jena : Gustav Fischer Verlag, 1922.
- Die Gemeinwirtschaft: Untersuchungen über den Sozialismus, Jena : Gustav Fischer Verlag, 1932.
- Die Gemeinwirtschaft: Untersuchungen über den Sozialismus, Auburn, AL : Інститут Людвіга фон Мізеса, 2007. (передрук 2-го німецького видання)

### Шведською
- Kapitalism och socialism i de liberala idéernas belysning. Stockholm: Norstedt, 1930

### Англійською
- Socialism: An Economic and Sociological Analysis. London: Jonathan Cape, 1936 OCLC 72357479
- Socialism: An Economic and Sociological Analysis. New Haven: Yale University Press, 1951.
- Socialism: An Economic and Sociological Analysis. London: Jonathan Cape, 1969
- Socialism: An Economic and Sociological Analysis. Indianapolis, IN: Liberty Fund, 1981. ISBN 0-913966-63-0ISBN 0-913966-63-0.
- Socialism: An Economic and Sociological Analysis. Auburn, AL: Ludwig von Mises Institute, 200x. ISBN 0-913966-62-2ISBN 0-913966-62-2.

### Італійською
- Socialismo: analisi economica e sociologica. Milano: Rusconi, 1990. ISBN 9788818920024 9788818920024 OCLC 473948102

### Російською
- Соціалізм: економический и социологический анализ. Москва: Общество "Catallaxy", 1994, 199).ISBN 9785863660226OCLC 51894803

### Турецькою
- Sosyalizm: İktisadi ve sosyolojik bir tahlil. Ankara: Liberte Yayınları, 2007. ISBN 9789756201190ISBN 9789756201190 OCLC 318030957

### Китайською
- 社会主义 : 经济与社会学的分析 / She hui zhu yi : Jing ji yu she hui xue de fen xi. 中国社会科学出版社, Beijing : Zhongguo she hui ke xue chu ban she, 2008. ISBN 9787500469261ISBN 9787500469261 OCLC 277257980

### Українською
- Мізес, Людвіг фон. Соціалізм / пер. з англ. та ред. Сергій Рачинський. — К. : ТОВ «Велл Букс» | «Well Books» LLC, 2024. — 527 с., ISBN 978-617-8264-130

## Обрані цитати
Цитується за виданням: Mises, Ludwig von, Socialism: An Economic and Sociological Analysis (Indianapolis, Ind.: Liberty Press\Liberty Classics, [1922] 1979).

Слово «капіталізм» виражає для нашої епохи сукупність всього зла. Навіть противники соціалізму переймаються соціалістичними ідеями.

Про монополії:
Поширена думка про те, що монополіст може встановлювати ціни на власний розсуд, що він може диктувати ціни, є настільки ж помилковою, як і висновок, який випливає з цієї думки, що він має в своїх руках владу робити все, що йому заманеться.
Про картелі та трести:
Більшість картелів і трестів ніколи б не були створені, якби уряди не створили необхідні умови за допомогою протекціоністських заходів. Виробничі та торгові монополії виникли не завдяки тенденції, іманентно притаманній капіталістичній економіці, а завдяки урядовій інтервенціоністській політиці, спрямованій проти вільної торгівлі та laissez-faire.
Про створення добробуту буржуазією:
Багатостраждальні «цеховики» скасували рабство та кріпацтво, зробили жінку рівноправною супутницею чоловіка, проголосили рівність перед законом і свободу думки та переконань, оголосили війну війні, скасували тортури, пом'якшили жорстокість покарань. Яка культурна сила може похвалитися подібними досягненнями? Буржуазна цивілізація створила і поширила добробут, порівняно з яким все придворне життя минулого виглядає мізерним.
Про лібералізм, капіталізм та соціалізм:
[Класичний] Лібералізм і капіталізм звертаються до холодного, врівноваженого розуму. Вони керуються суворою логікою, виключаючи будь-яке звернення до емоцій. Соціалізм, навпаки, працює на емоціях, намагається порушити логічні міркування, пробуджуючи почуття особистого інтересу, і заглушити голос розуму, пробуджуючи примітивні інстинкти.

## Відгуки
- Van Sickle, John V (1923). Review of Ludwig von Mises, Die Gemeinwirtschaft, Untersuchungen über den Sozialismus. The American Economic Review. 13 (3): 533—536. JSTOR 1804583.
- Schwiedland, E (1923). Review of Ludwig von Mises, Die Gemeinwirtschaft. Untersuchungen über den Sozialismus. The Economic Journal. 33 (131): 406—408. doi:10.2307/2223056. JSTOR 2223056. {{cite journal}}: |hdl-access= вимагає |hdl= (довідка)
- Stamp, J. C. (1937). Review of Ludwig von Mises, Socialism – An Economic and Sociological Analysis. Economica. New Series. 4 (14): 223—225. doi:10.2307/2548660. JSTOR 2548660.
- Knight, Frank H. (1938). Review of Ludwig von Mises, Socialism: An Economic and Sociological Analysis. The Journal of Political Economy. 46 (2): 267—269. doi:10.1086/255208. JSTOR 1827341.
- Heimann, Eduard (1938). Review of Ludwig von Mises, Socialism: An Economic and Sociological Analysis. Annals of the American Academy of Political and Social Science. 195: 233—235. doi:10.1177/000271623819500163. JSTOR 1021166.
- Hayes, H. Gordon (1937). Review of J. Casey, The Crisis in the Communist Party and L. von Mises, Socialism: An Economic and Sociological Analysis. The American Economic Review. 27 (3): 624—625. JSTOR 1802093.

## Зовнішні посилання
- Повнотекстові версії Соціалізму, видання 1951 року:
  - Повний текст в HTML
  - Повний текст в HTML
  - Повний текст у форматі PDF
  - Повний текст у EPUB

## Інші роботи Людвіга фон Мізеса
- Теорія грошей та кредиту, 1922
- Людська діяльність: Трактат з економічної теорії, 1949